# Ремезівцівська сільська рада
| Ремезівцівська сільська рада — колишній орган місцевого самоврядування у Золочівському районі Львівської області з адміністративним центром у с. Ремезівці. Історична дата утворення: в 1939 році. Водоймища на території, підпорядкованій даній раді: річка Золота Липа. Сільській раді підпорядковані населені пункти: - с. Ремезівці - с. Підгір'я |

## Склад ради
Рада складається з 15 депутатів та голови.

### Керівний склад ради
| ПІБ                          | Основні відомості                                                               | Дата обрання | Дата звільнення |
| ---------------------------- | ------------------------------------------------------------------------------- | ------------ | --------------- |
| Лісовий Дмитро Володимирович | Сільський голова, 1952 року народження, освіта, безпартійний                    | 26.03.2006   | 31.10.2010      |
| Лісовий Дмитро Володимирович | Сільський голова, 1952 року народження, освіта середня спеціальна, безпартійний | 31.10.2010   |                 |
| Гевко Василь Петрович        |                                                                                 |              |                 |

Примітка: таблиця складена за даними джерела